# Губкова, Александра Матвеевна
Александра Матвеевна Губкова (24.06.1928 — ?(не ранее 2005) — бригадир бетонщиков Новосибирсктэцстроя треста «Сибэнергострой» Министерства энергетики и электрификации СССР (Новосибирск), Герой Социалистического Труда (30.04.1971).

## Биография
Родилась 24 июня 1928 года в деревне Орловка (ныне Венгеровский район Новосибирской области).
С 1946 года жила в Новосибирске и до 1984 года работала в «Новосибирсктэцстрое» треста «Сибэнергострой».
С 1950-х годах — бригадир бетонщиков. Участвовала в строительстве ТЭЦ-2 и ТЭЦ-3. За досрочное выполнение заданий семилетнего плана (1959—1965) награждена орденом «Знак Почёта» (20.09.1962).
Указом Президиума Верховного Совета СССР от 20 апреля 1971 года за особые заслуги в выполнении заданий пятилетнего плана по развитию энергетики страны присвоено звание Героя Социалистического Труда с вручением ордена Ленина и золотой медали «Серп и Молот».
Избиралась депутатом Новосибирского городского Совета депутатов трудящихся (1965).
В 1984 году вышла на пенсию. Жила в Новосибирске.
Умерла не ранее 2005 года.